# Faraualla
Faraualla è un quartetto femminile pugliese noto per l'esecuzione di un repertorio di polifonie vocali a cappella, contenente brani tradizionali e composizioni originali.

## La carriera
Il gruppo è nato a Bari nel 1995, composto da Gabriella Schiavone, Teresa Vallarella, Maristella Schiavone e Loredana Savino, avvalendosi inoltre della collaborazione dei percussionisti Cesare Pastanella e Pippo D'Ambrosio, coautori con Gabriella Schiavone di gran parte delle composizioni pubblicate, e del polistrumentista Angelo Pantaleo.
Il nome affonda nella cultura pugliese in cui germoglia la formazione: Faraualla è infatti una grotta dell'altopiano carsico delle Murge. Da quella matrice di partenza, le Faraualla si avviano per un itinerario che tende a cogliere ritmi, colorazioni timbriche, linguaggi vocali ed espressioni musicali provenienti dalle etnie e dagli influssi più vari fondendoli in soluzioni armoniche dal sapore mediterraneo.
Le Faraualla hanno col tempo approfondito l'uso della voce come strumento musicale, studiandone l'applicazione a sonorità provenienti da luoghi, tempi e culture estremamente differenti tra di loro: Puglia (loro terra d'origine), Corsica, Bulgaria, Tahiti, passando per la musica dei gitani, dei moravi, dell'Ars Nova e della tradizione del Sud Italia.
La formazione è andata incontro ad alcuni cambiamenti. Nel 2001 risultava formata da Cristina Palmietta, Maristella Schiavone, Gabriella Schiavone e Teresa Vallarella. Nel 2008 si è verificato un altro avvicendamento nel quartetto, che vedeva Gabriella Schiavone anche autrice dei testi, Paola Arnesano, Loredana Perrini e Teresa Vallarella.
Nel 2014, nell'ambito della rassegna “Il Vangelo secondo Pasolini”, il gruppo vocale ha chiuso la manifestazione riproponendo brani dal loro lavoro Ogni male fore nella cattedrale di Ruvo di Puglia, dopo avere curato le armonie del quadro “L'ultima cena”.
Si sono esibite insieme ad artisti di fama e levatura internazionale: la mongola Sainkho Namtchylak, gli italo-palestinesi Al Darawish, l'americano Bobby McFerrin, gli italiani Daniele Sepe, Tenores di Bitti e Lucilla Galeazzi. L'esibizione di Correte Sorelle è stata trasmessa da Rai Radio 3 nell'ambito dei Concerti del Quirinale.
Nel "Visto Così Tour", trasmesso in diretta su Videoitalia Live, si esibiscono anche come soliste.
Nel 2021 il quartetto collabora con Luca Iavarone alla riscrittura del celebre classico Disney In fondo al mar, in un remake in chiave ambientalista dal titolo In fondo al mar “è una schifezza”: il brano, pubblicato sul web, viene anche accompagnato da un video arricchito dalle illustrazioni dell'artista Clelia LeBoeuf in cui sono protagoniste proprio le Faraualla .
Nella sua carriera il gruppo vocale ha collaborato anche con Peppe Barra, Maria Pia De Vito, Mango, Raiz, Paolo Pietrangeli e i Radiodervish. È stato ospite, prevalentemente in Italia ma anche in Svizzera, Spagna, Portogallo, Polonia e Marocco, di manifestazioni musicali, da festival jazz a rassegne etniche, da trasmissioni radiofoniche a spettacoli-tributo in onore di importanti musicisti (Miriam Makeba, Fabrizio De André fra gli altri).

## Discografia

### Album
- 1999 - Faraualla (Amiata Records)
- 2002 - Sind (Amiata Records)
- 2007 - Faraualla, Musiche popolari dell'Italia Meridionale (Rai Trade)
- 2008 - Sospiro (Amiata Records)
- 2012 - Miragre! (con Calixtinus) (Digressione Music)
- 2013 - Ogni Male Fore (Digressione Music)[10]
- 2024 - Culla e Tempesta (Zero Nove Nove)